# Kułuszewo (rejon karmaskaliński)
Kułuszewo (ros. Кулушево) – wieś (dieriewnia) w Rosji, w Baszkortostanie, w rejonie karmaskalińskim. W 2010 liczyła 255  mieszkańców.